# 白頭山福童
白頭山 福童（はくとうざん ふくどう、1903年 - 没年不詳）は、朝鮮忠清北道（現在の大韓民国忠清北道）出身で高砂部屋に所属した大相撲力士。本名は朴 漢卦。最高位は西三段目35枚目。身長217cm・体重140kg。昭和以降の力士では最も背が高い。

## 人物
初土俵は1927年10月場所。この時既に身長208cm、体重132kgあり、「出羽ヶ嶽を見下ろす巨人」という触れ込みで入門した。しかし、幼少時に病気をしたのが原因で背骨が曲がっていたといわれ、出世の見込みはないと判断されたが、後援会の紹介の手前断れずに入門させたとされる。実際思うように活躍できず、三段目まで上がった1930年5月場所限りで廃業した。期待されていた出羽ヶ嶽との取組は実現しなかった。
廃業後は劇団の旗持ちやチラシ配りを経て、ダンスホールの用心棒となったが、森永製菓の社員に見込まれて、1934年から1936年まで水兵服などを着て「キャラメル大将」の名で日本各地や当時の日本の外地の樺太、朝鮮、台湾、満州まで足を運び、チラシを配って歩いた。その後は遊園地の迷子係になったりした。以後は不明だったが、1960年代には既に故人になっていた。
東京都江東区の富岡八幡宮境内にある「巨人力士身長碑」に名前と身長（「七尺一寸五分」）が刻まれている。

## 成績
- 番付在位場所数：8場所（実質7場所、当時は2場所ごとに番付が編成されていたため、4つの番付に載った）
- 通算成績：不明（当時の幕下以下の勝敗等の記録については相撲レファレンス等のデータベースに登録がないため）

### 番付推移
- 各場所の地位は小島貞二コレクションの番付実物画像による。表は場所別成績のテンプレートを使用しているが、前述の理由により、暫定的に勝敗等の数は省略し番付推移のみを示すこととする。また相撲レファレンスにも当該力士の力士データが未登録である。

| 1927年 （昭和2年） | x                | x                | x                | （前相撲）            |
| 1928年 （昭和3年） | （前相撲）       | （前相撲）       | （前相撲）       | （前相撲）            |
| 1929年 （昭和4年） | 西序ノ口2枚目 –  | 西序ノ口2枚目 –  | 東序二段6枚目 –  | 東序二段6枚目 –       |
| 1930年 （昭和5年） | 西三段目37枚目 – | 西三段目37枚目 – | 西三段目35枚目 – | 西三段目35枚目 引退 – |
| 各欄の数字は、「勝ち-負け-休場」を示す。 優勝 引退 休場 十両 幕下 三賞：敢=敢闘賞、殊=殊勲賞、技=技能賞 その他：★=金星 番付階級：幕内 - 十両 - 幕下 - 三段目 - 序二段 - 序ノ口 幕内序列：横綱 - 大関 - 関脇 - 小結 - 前頭（「#数字」は各位内の序列） |                  |                  |                  |                       |

## 改名歴
- 白頭山 千太郎 - 1929年1月場所 - 1929年3月場所
- 白頭山 漢圭 - 1929年5月場所 - 1929年10月場所
- 白頭山 福童 - 1930年1月場所 - 1930年10月場所（実質は5月場所）